# Gigafábrica 3 de Tesla
La  Gigafábrica 3 de Tesla o Giga Shanghái es una fábrica de baterías de iones de litio situada en Shanghái, China. Cuenta con una superficie de 864 885 m², y es la primera fábrica de coches en China cuyo propietario es extranjero.
Produce vehículos Tesla Model 3 desde octubre de 2019 y a principios de 2021 fabricará Tesla Model Y. La producción anual será de unos 250 000 coches al año.
El gobierno regional de Shanghái aprobó un acuerdo para la construcción de la fábrica en julio de 2018 y un préstamo a largo plazo para 85 hectáreas en octubre de 2018.
La construcción comenzó en diciembre de 2018 con el vallado y las oficinas. Las primeras entregas del Model 3 fabricados en China se produjeron 357 días después de la colocación de la primera piedra, algo sin precedentes para una fábrica de coches.

## Ubicación

Shanghái en China.

La fábrica está situada en el distrito de Pudong tocando por el oeste con el distrito de Fengxian.

## Historia
La Gigafábrica 1 de Tesla se comenzó a construir en Reno, Nevada, Estados Unidos en septiembre de 2014.
La Gigafábrica 2 de Tesla en Búfalo, Nueva York, Estados Unidos inició su construcción en septiembre de 2014.
La Gigafábrica 3 de Tesla es la primera fábrica de Tesla fuera de Estados Unidos.
En 2018 China cambió sus leyes para permitir que Tesla fuera el único propietario de su factoría china.
El 8 de mayo de 2018 se creó la compañía Tesla (Shanghái) con un capital de 100 millones de yuanes y propiedad de Tesla Motors Hong Kong.
El 10 de julio de 2018 Elon Musk firmó un acuerdo con el gobierno regional de Shanghái para construir en China la tercera Gigafábrica de Tesla.
El 14 de agosto se cerró el plazo de alegaciones.
El 26 de septiembre de 2018 se anunció el proceso de subasta con la restricción de que el terreno se dedicara a la fabricación de coches eléctricos con una inversión mínima de 14 000 millones de yuanes, equivalentes a 2000 millones de USD.

Un permiso municipal del gobierno de Shanghái autorizó que los trabajos comenzaran el 29 de diciembre de 2018. El contratista fue China Construction Third Engineering Bureau Co., Ltd., parte de China State Construction Engineering, una gran compañía de construcción estatal.

### Alquiler del terreno
El proceso de subasta tuvo lugar entre el 17 y el 26 de octubre de 2018.
El 17 de octubre de 2018 Tesla ganó el arrendamiento a largo plazo de 85 hectáreas de terreno en Lingang, Shanghái y afirmó que la construcción comenzaría en breve.

Tesla (Shanghái) fue el único pujador con una puja de 973 millones de yuanes por un alquiler de 50 años de una superficie de 86,5 hectáreas. El dinero lo aportaron bancos chinos locales.

### Construcción
El contrato número 14 de la transferencia de terrenos establecía que la construcción comenzara en menos de 6 meses, la producción tras 36 meses y el pago de impuestos por beneficios tras 60 meses.
La transferencia de terrenos tuvo lugar el 12 de diciembre de 2018 y limitó la superficie máxima edificada a 1 729 770 m² y la altura máxima edificable a 30 metros.
Hasta 60 541 m² se podrán usar para oficinas y edificios sin producción.

El gasto de capital para cubrir la compra del terreno y los costes de diseño iniciales para la Gigafábrica 3 tuvieron lugar en el cuarto trimestre de 2018.
En diciembre de 2018 se llevó a cabo el trabajo de nivelación de terrenos.
El alcalde de Shanghái Ying Yong visitó el terreno el 5 de diciembre de 2018.

Una compañía subsidaria de China Minmetals comenzó la cimentación.
Shanghai Construction Group consiguió uno de los mayores contratos de construcción.
El 7 de enero de 2019 se celebró la colocación de la primera piedra e inicio de las obras.
En marzo de 2019 la mayoría de la cimentación estaba completa y se levantó parte de la estructura de hormigón trabajando a tres turnos para acelerar la construcción.
Para agosto de 2019 las fachadas exteriores estaban casi completas y se estaba instalando la maquinaria en el edificio de la línea de montaje.
El 19 de agosto de 2019 la planta recibió el certificado de aceptación del gobierno local en un plazo de tres días, lo que no tenía precedente para una instalación de esa envergadura.

En la conferencia de inversores del tercer trimestre de 2019 celebrada el 23 de octubre de 2019, Tesla informó que las fechas iban con adelanto sobre lo previsto. La fábrica se construyó en diez meses, estaba lista para la producción y se construyó con un 65% menos de gasto de capital por unidad de capacidad de fabricación con respecto al sistema de producción del Tesla Model 3 en Estados Unidos. El montaje de los primeros Tesla Model 3 estaba operativo en octubre de 2019, con un 30% de los componentes procedentes de China.
Los gobiernos estatales, regionales y locales chinos facilitaron los permisos, certificaciones y burocracia para acelerar la construcción de la factoría.

## Producción

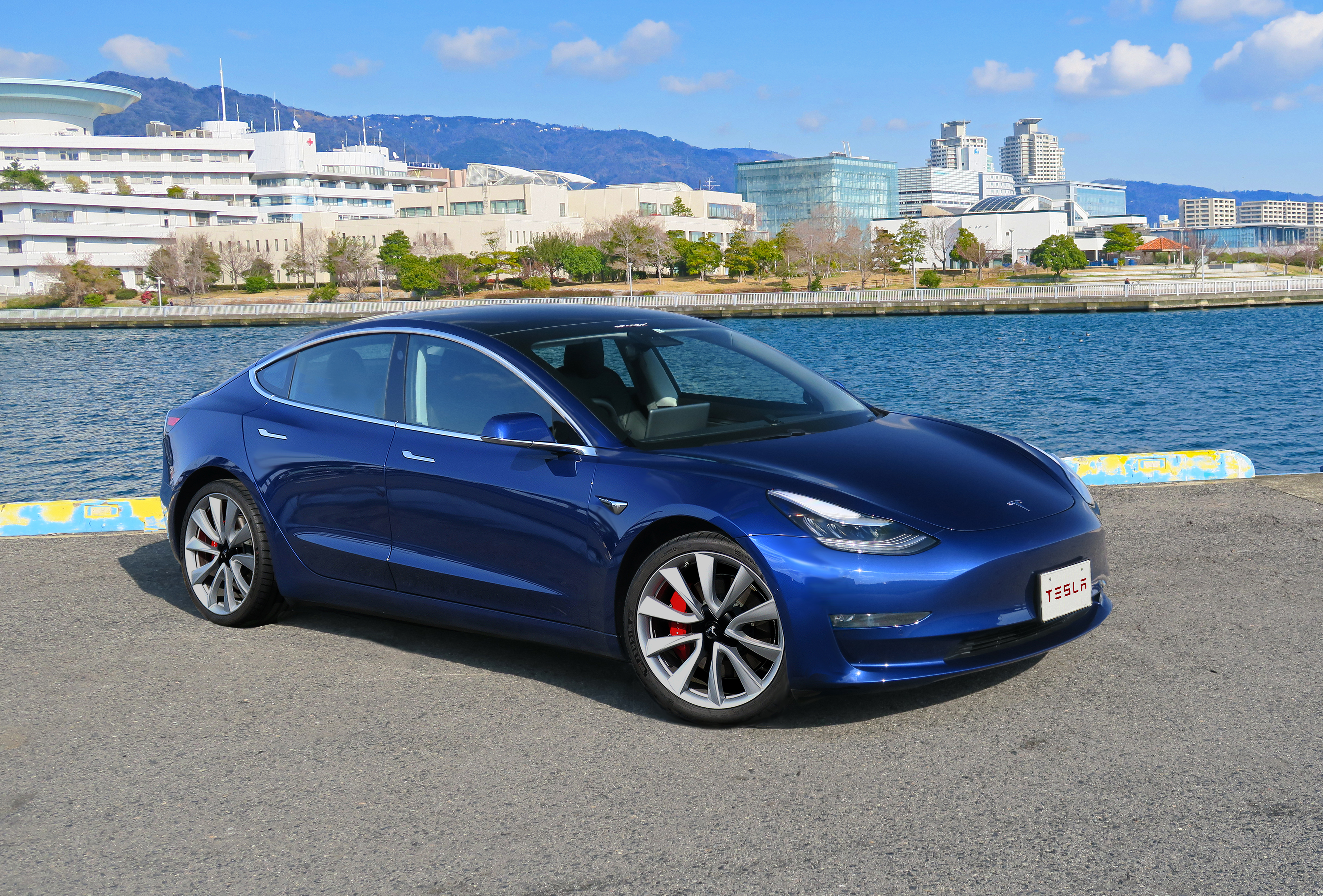
Tesla Model 3.

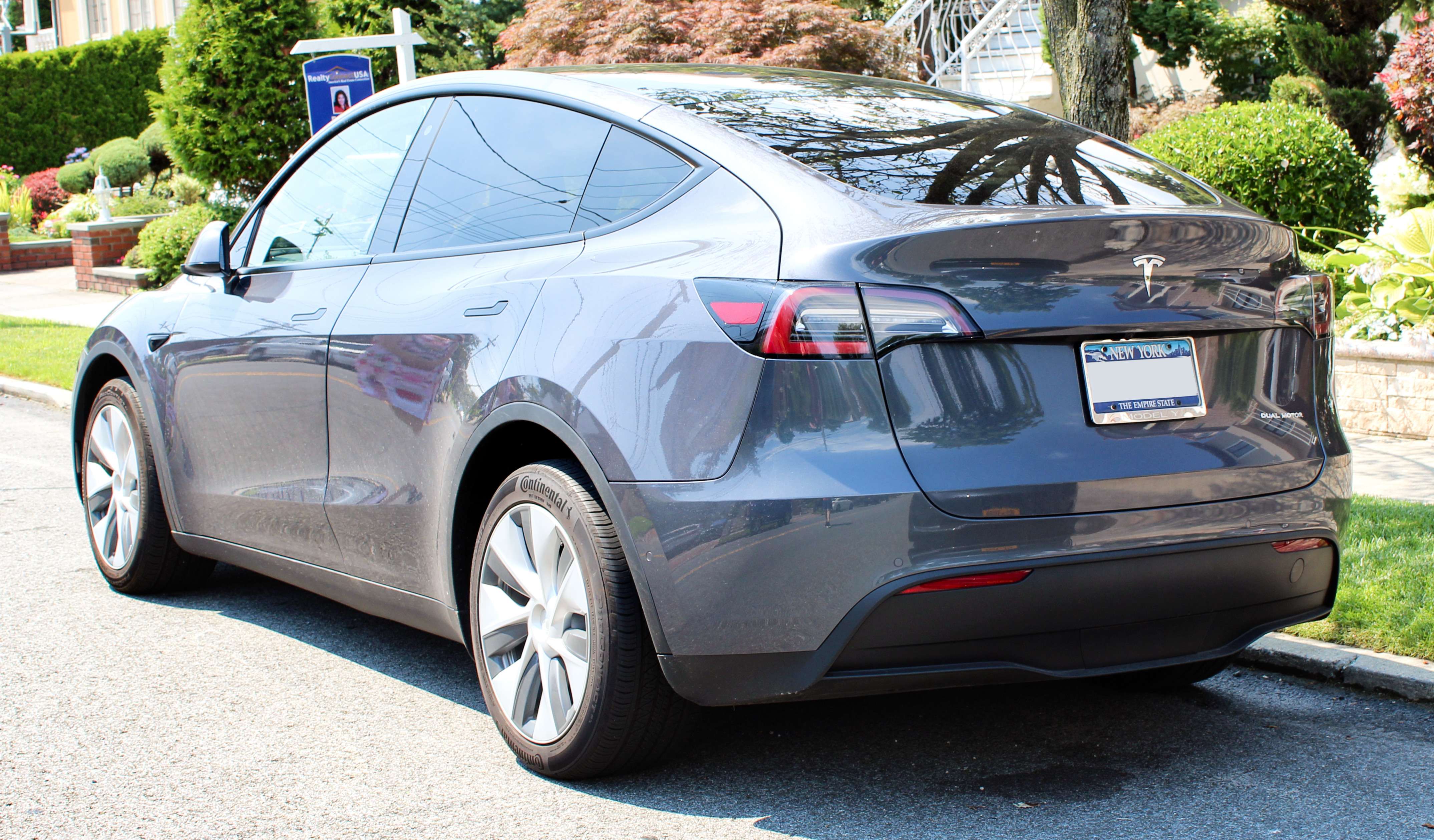
Tesla Model Y

En enero de 2019 Elon Musk proyectaba una producción inicial del Tesla Model 3 a finales de 2019 para alcanzar una producción en masa en 2020.
En la primera fase del proyecto se fabricará el Tesla Model 3 y el Tesla Model Y con una producción de 250 000 vehículos al año.
Tesla afirmó que en la fábrica será capaz de producir hasta 500 000 vehículos eléctricos al año.

Las primeras entregas de Tesla Model 3 fabricados en China se produjeron 357 días después de la colocación de la primera piedra, algo sin precedentes para una fábrica de coches.
En enero de 2020 Tesla bajó el precio del Tesla Model 3 RW Made-in-China (MIC) a 299 050 RMB (42 919 USD) después de las ayudas estatales. En esa fecha un BMW Serie 3 comenzaba en 313 900 RMB y un Mercedes C300 empezaba en 308 000 RMB.
La Gigafactoría Shanghái comenzó realizando el montaje final de componentes y módulos procedentes en su mayoría de Estados Unidos, para gradualmente ir incrementando el porcentaje de piezas fabricadas en China.
A principios de diciembre de 2019 los primeros coches producidos en la planta se transportaron en camiones y los primeros 15 coches fueron entregados a empleados de Tesla el 30 de diciembre de 2019.
Las primeras entregas a compradores chinos no empleados de Tesla se realizaron el 7 de enero de 2020.
A principios de 2020 se producían 1000 coches a la semana en un turno.
El 29 de enero de 2020 la Gigafactoría Shanghái se cerró dos semanas temporalmente por orden del gobierno debido a la pandemia de COVID-19.
La producción se reanudó el 10 de febrero de 2020. Se tomaron varias medidas para tratar de evitar la expansión del virus.
En marzo de 2020 Tesla entregó 10 000 unidades de Tesla Model 3 fabricado en China, en abril entregó 3635 y en mayo 11 095.

A finales de mayo comenzó a entregar la versión Tesla Model 3 Long Range RWD, que se dejó de vender en Estados Unidos en junio de 2019.
La capacidad de producción apunta hacia 5000 coches a la semana, lo que supondría una capacidad anual de más de 250 000 vehículos.